# Jiří Paroubek
Jiří Paroubek (n. en Olomouc, Moravia, República Checa el 21 de agosto de 1952) es un político checo que fue primer ministro de la República Checa desde el 25 de abril de 2005 hasta 2006, siendo sucedido por Mirek Topolánek.
Vicepresidente del Partido Socialdemócrata Checo (ČSSD, Česká Strana Sociálně Demokratická), fue ministro de Desarrollo Regional en el gobierno conducido por Stanislav Gross desde el 2004 hasta el 25 de abril de 2005.
El 25 de abril de 2005, tras un escándalo político, el primer ministro Stanislav Gross presentó la dimisión de su gobierno al presidente de la República Václav Klaus. Este llamó a Jiří Paroubek para formar un nuevo gobierno, debiendo seguir en funciones hasta las elecciones de finales del mes de junio de 2006.